# Exorista rufostomata
Exorista rufostomata là một loài ruồi trong họ Tachinidae.